# Dan Jones (Historiker)

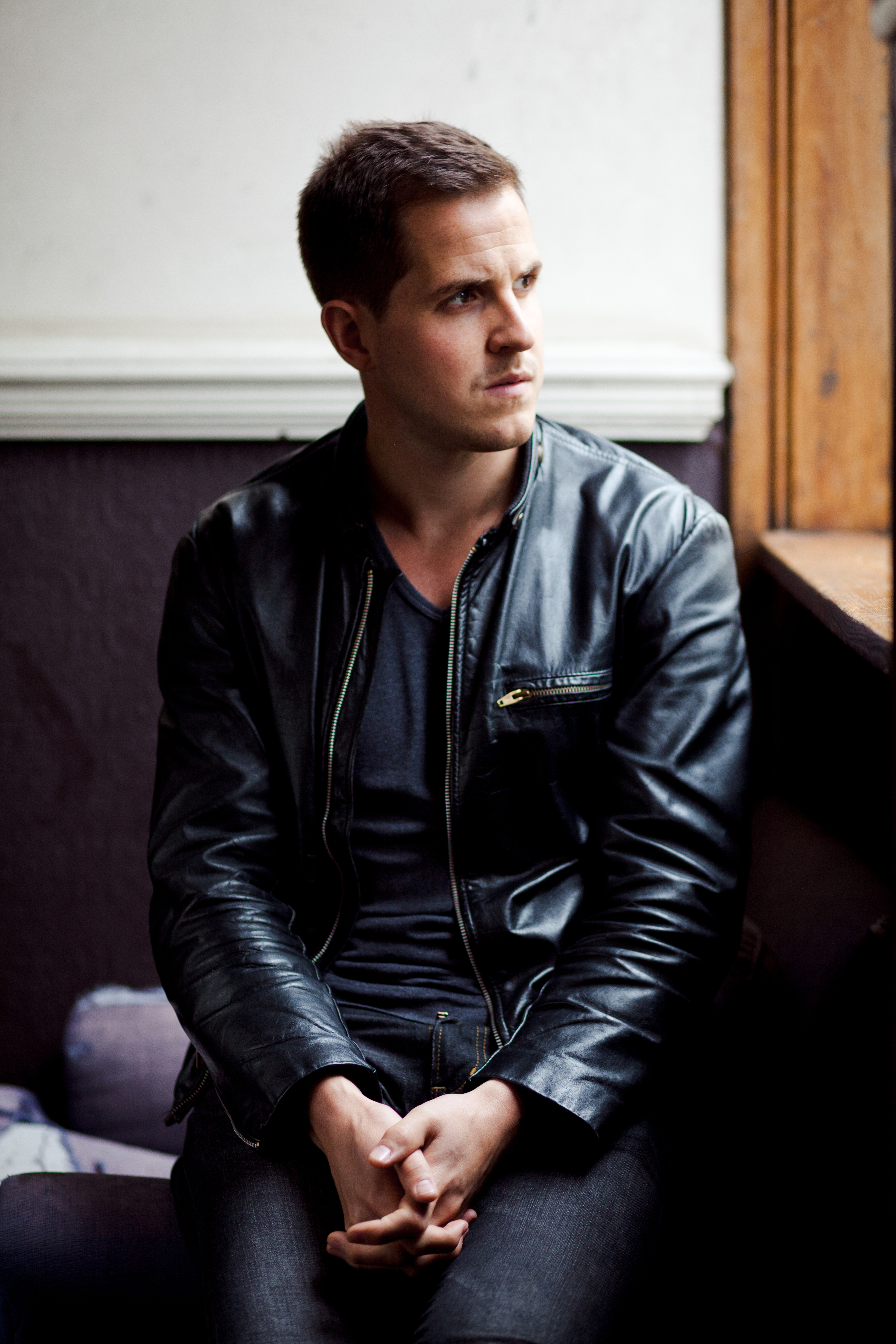
Dan Jones (2012)

Dan Jones (geboren 27. Juli 1981 in Reading) ist ein britischer Buchautor und Journalist.

## Leben
Dan Jones ist ein Verwandter des britischen Politikers Alun Jones. Er besuchte die Royal Latin School in Buckingham und studierte Geschichte bei David Starkey am Pembroke College, University of Cambridge.
Jones schreibt populärhistorische Bücher und produziert Fernsehsendungen zur englischen Geschichte des Mittelalters und der frühen Neuzeit. Seine unkonventionelle Erzählweise ist durch zahlreiche Querverweise und Anspielungen auf die Gegenwart geprägt. Größere Bekanntheit erreichte er durch sein Buch über das Haus Plantagenet und dessen Kämpfe um den englischen Thron, das 2012 auf die Bestsellerliste der New York Times gelangte und 2023 auch auf Deutsch erschien. Dem breiteren geschichtsinteressierten Publikum in England wurde er anschließend als Moderator mehrteiliger Fernsehdokumentationen über die Plantagenets, die Rosenkriege, Heinrich VIII., die Geschichte Londons und die Geheimnisse britischer Burgen vertraut.

## Werke

### Bücher
- Summer of Blood: The Peasants’ Revolt of 1381. London, HarperPress, 2009, ISBN 978-0-00-721391-7.
- The Plantagenets: The Warrior Kings and Queens Who Made England. London, HarperPress, 2012, ISBN 978-0-00-721392-4.
  - Kampf der Könige. Das Haus Plantagenet und das blutige Spiel um Englands Thron. C.H. Beck, München, 2023, ISBN 978-3-406-79730-9.
- The Hollow Crown: The Wars of the Roses and the Rise of the Tudors. London, 2014, ISBN 978-0-571-28807-6.
- Magna Carta: The Making And Legacy Of The Great Charter. London, Head of Zeus, 2014, ISBN 978-1-78185-885-1.
- The Templars, The Rise and Fall of God’s Holy Warriors. London, Viking, 2017.
  - Die Templer. Aufstieg und Untergang von Gottes Heiligen Kriegern. C.H. Beck, München, 2021, ISBN 978-3-406-73481-6.
- mit Marina Amaral: The Colour of Time. A New History of the World, 1850–1960. Head of Zeus, 2018, ISBN 978-1-78669-268-9.
- Powers and Thrones: A New History of the Middle Ages. Viking, New York 2021, ISBN 978-1-9848-8087-1.
  - Mächte und Throne. Eine neue Geschichte des Mittelalters. C.H. Beck, München, 2023, ISBN 978-3-406-80625-4.

### Fernsehproduktionen
- Britain’s Bloodiest Dynasty: The Plantagenets. 2014, Channel 5 (nach The Plantagenets)
- Secrets of Great British Castles. Channel 5
- mit Suzannah Lipscomb: Henry VIII and His Six Wives. Channel 5, 2016
- mit Suzannah Lipscomb: Elizabeth I. Channel 5, 2017
- mit Suzannah Lipscomb: The Great Fire. Channel 5, 2017